# Джонатан Керрол
Джонатан Керрол (англ. Jonathan Carroll, нар. 1949) — сучасний американський письменник. Переважно, відомий завдяки романам, написаним у жанрі магічного реалізму. Також пише оповідання.  

## Біографія
Джонатан Семюель Керрол народився 26 січня 1949 року в Нью-Йорку, США. Батьки — Сідней Керрол, сценарист, і Джун Керрол, актриса та поет-пісняр, що брала участь у багатьох бродвейських постановках. Сам Джонатан описував себе, як «важкого» підлітка.
Після закінчення середньої освіти у школі Луміс (Loomis School) у Коннектикуті, Керрол вступив до університету Ратґерс та закінчив його з відзнакою в 1971 році. У той же рік він одружився з Беверлі Шрайнер. З 1974 року живе у Відні.
У 1976 році публікацією оповідання «Вечірка у Бренди» відбувся літературний дебют Керрола, а його перший роман «Країна сміху» вийшов у 1980 році. Він став лауреатом Всесвітньої премії фентезі (1988), премії Брема Стокера (1995), у 1989 році роман «Країна сміху» завоював французьку премію «Аполло».